# Moreland-Nunatak
Der Moreland-Nunatak ist ein isolierter Nunatak im westantarktischen Ellsworthland. Er ragt 25 km westlich der Pirrit Hills auf.
Luftaufnahmen der United States Navy aus dem Jahr 1961 dienten seiner Kartierung. Das Advisory Committee on Antarctic Names benannte ihn 1964 nach William B. Moreland, Meteorologe auf der Station Little America V im antarktischen Winter 1957.